# Comuna Tišina
Tišina (Občina Tišina) este o comună din Slovenia, cu o populație de 4.189 de locuitori (2002).

## Localități
Borejci, Gederovci, Gradišče, Krajna, Murski Črnci, Murski Petrovci, Petanjci, Rankovci, Sodišinci, Tišina, Tropovci, Vanča vas